# مویز گارسیا
مویز گارسیا (انگلیسی: Moisés García؛ زادهٔ ۱۰ ژوئیهٔ ۱۹۷۱) بازیکن سابق فوتبال اهل اسپانیا است که در پست نوک حمله بازی می‌کرد. در یک دوران ۲۱ ساله حرفه‌ای (در مجموع ۲۳ فصل) او برای ۱۳ تیم از جمله رئال ساراگوسا، سلتاویگو، ویارئال و سویا در لا لیگا بازی کرد و در مجموع ۵۲۴ بازی و ۱۵۱ گل، ۱۶۳ بازی و ۴۰ گل در لیگ برتر به ثبت رساند.
وی همچنین در تیم‌های ملی فوتبال زیر ۱۹ سال اسپانیا و زیر ۲۰ سال اسپانیا بازی کرده‌است.